# 九龍巴士37M線
九龍巴士37M線是香港一條來往葵興站及葵盛（中）的循環巴士路線。

## 歷史
- 1980年5月1日：投入服務，取代37B（來往葵盛（東）至美孚）的服務，最初來往葵盛（中）至旺角地鐵站。
- 1982年5月16日：配合地鐵（現稱港鐵）荃灣綫全線通車，縮短至葵興地鐵站。
- 1989年4月3日：為方便引入載客量較高的三軸巴士，改為循環運作，並途經下葵盛圍（即泳池、南葵涌診所一段）。
- 1990年5月17日：葵盛（中）總站改善工程竣工，改為兩邊總站。
- 1995年4月3日：再度改為循環運作，改經葵盛圍上段（高盛臺）一帶。
- 1998年9月1日：中巴結束專營權，運輸署在中巴專營權結束的新聞稿中，註明本線接駁鐵路的組合成為官方的指定替代過海隧道巴士337線的服務。
- 2004年6月20日：加入空調巴士行走。
- 2010年7月1日：全線改用空調巴士行走。[1]
- 2015年6月27日：增設到站時間預報。[2]

## 服務時間及班次
| 葵興站開         | 葵興站開    | 葵興站開     |
| 日期             | 服務時間    | 班次（分鐘） |
| ---------------- | ----------- | ------------ |
| 星期一至五       | 06:00-07:00 | 20           |
| 星期一至五       | 07:00-08:00 | 10           |
| 星期一至五       | 08:00-09:00 | 12           |
| 星期一至五       | 09:00-10:00 | 15           |
| 星期一至五       | 10:00-15:00 | 20           |
| 星期一至五       | 15:00-17:00 | 12           |
| 星期一至五       | 17:00-19:50 | 10           |
| 星期一至五       | 19:50-22:50 | 15           |
| 星期一至五       | 22:50-00:20 | 18           |
| 星期六           | 06:00-07:00 | 20           |
| 星期六           | 07:00-08:00 | 15           |
| 星期六           | 08:00-16:20 | 20           |
| 星期六           | 16:20-16:50 | 15           |
| 星期六           | 16:50-19:00 | 10           |
| 星期六           | 19:00-20:00 | 15           |
| 星期六           | 20:00-00:20 | 20           |
| 星期日及公眾假期 | 06:00-07:40 | 25           |
| 星期日及公眾假期 | 07:40-09:00 | 20           |
| 星期日及公眾假期 | 09:00-10:00 | 15           |
| 星期日及公眾假期 | 10:00-17:00 | 20           |
| 星期日及公眾假期 | 17:00-19:00 | 12           |
| 星期日及公眾假期 | 19:00-20:00 | 15           |
| 星期日及公眾假期 | 20:00-00:20 | 20           |

## 收費
全程：$4.6
| - 本線設有12歲以下小童及65歲或以上長者半價優惠。 - 65歲或以上香港居民使用「樂悠咭」，以及12歲以下合資格殘疾兒童使用「殘疾人士身份」個人八達通繳付車資，均可享有每程$2.0或半價（以較低者為準）的票價優惠；12至64歲合資格殘疾人士使用「殘疾人士身份」個人八達通（包括「樂悠咭」），以及60至64歲香港居民使用「樂悠咭」繳付車資，均可享有每程$2.0或全費（以較低者為準）的票價優惠。 - 65歲或以上長者如使用長者或一般個人八達通繳付車資，則只可享有半價優惠；12至64歲合資格殘疾人士如不使用「殘疾人士身份」個人八達通，以及60至64歲人士如不使用「樂悠咭」繳付車資，必須繳付全費。 - 乘客可以現金或八達通於上車時付款，不設找續。 - 每位成人乘客可免費攜帶最多兩名4歲以下而不佔座位的兒童乘客乘車，超額之4歲以下小童必須繳付小童車費乘車。 - 持有「九巴月票」之乘客在車票有效期內，每日可享最多10程任何九龍巴士及龍運巴士路線（包括本路線，以及聯營路線的九龍巴士／龍運巴士提供的班次；惟乘搭機場「A」及「NA」線則可享原價二七折優惠（不會計算每天10次合資格車程））；而B1線則每日可享最多各2程（不會計算每天10次合資格車程）。 - 九龍巴士、城巴、龍運巴士及陽光巴士全職員工及家屬（不包括外判職員）可免費乘搭本路線，惟必須拍職員或職員家屬八達通。 - 乘客亦可透過多元化電子支付系統（e度嘟）繳付車資，包括使用非接觸式VISA卡、JCB卡、萬事達卡、銀聯卡、美國運通、大來國際、Discover Card、Apple Pay、Google Pay、Samsung Pay、AlipayHK「易乘碼」、支付寶、WeChatHK／微信支付「搭車碼」、銀聯雲閃付「乘車碼」及BOC Pay「乘車碼」。乘客使用此付款方式，使用此支付方式的乘客可享有中途下車之分段收費，以及與其他九巴／龍運獨營路線或聯營線九巴／龍運班次之轉乘優惠，惟不適用於與非九巴／龍運路線之轉乘優惠，亦不能享有「公共交通費用補貼計劃」及「長者及合資格殘疾人士公共交通票價優惠計劃」。 |

## 使用車輛
最初派1970年代盛行的利蘭珍寶／平頂寶巴士，間歇亦有晚年「長牛」丹拿E型行走，並於1980年代中改以「雞車」利蘭勝利二型行駛。
到1990年代初改以MCW 11米（S3M）為主力，踏入2007年，「MCW」巴士大量退役，在2007年5月9日，香港最後一輛載客的MCW巴士（S3M233／EH8559）退役前一天是行走本路線，吸引不少巴士迷前往拍攝，退役後亦象徵九巴11米「MCW」非空調巴士，已經全面退役，同時亦象徵香港境內所有配吉拿引擎的載客巴士已經全數退役。
現時本線使用3輛富豪B9TL 12米（AVBWU）雙層空調巴士，均屬青衣車廠。
| 車隊編號 | 車牌   |
| -------- | ------ |
| AVBWU184 | PY6059 |
| AVBWU210 | PZ9715 |
| AVBWU270 | RJ7114 |

## 行車路線

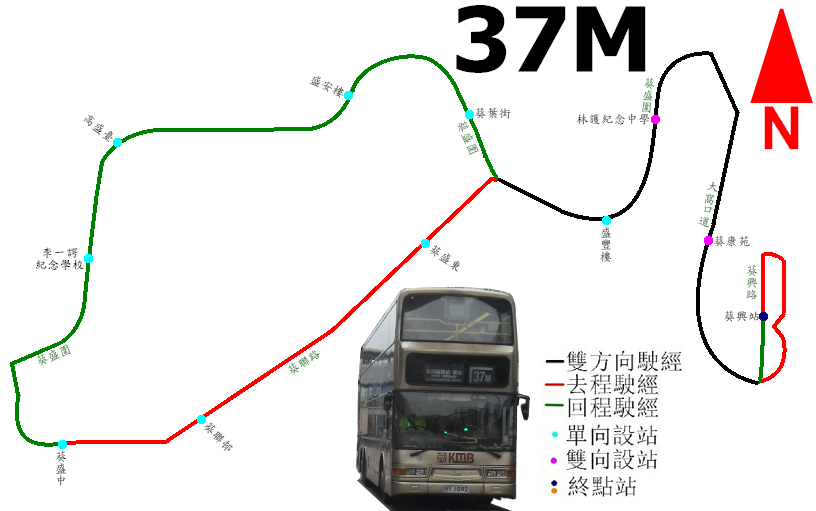
此線的走線圖

經：葵興路、興芳路、大窩口道、葵盛圍、葵聯路、葵盛圍、大窩口道、興芳路及葵興站通道。

### 沿線車站
| 葵興站開 | 葵興站開           | 葵興站開             |
| 序號     | 車站名稱           | 位置                 |
| -------- | ------------------ | -------------------- |
| 1        | 葵興站巴士總站     | 葵興站公共運輸交匯處 |
| 2        | 葵康苑             | 大窩口道             |
| 3        | 林護紀念中學       | 葵盛圍               |
| 4        | 葵盛邨盛豐樓       | 葵盛圍               |
| 5        | 葵盛（東）巴士總站 | 葵盛（東）巴士總站   |
| 6        | 葵聯邨             | 葵聯路               |
| 7        | 葵盛（中）巴士總站 | 葵盛（中）巴士總站   |
| 8        | 盧光輝紀念學校     | 葵盛圍               |
| 9        | 高盛臺             | 葵盛圍               |
| 10       | 葵盛邨盛安樓       | 葵盛圍               |
| 11       | 葵葉街             | 葵盛圍               |
| 12       | 林護紀念中學       | 葵盛圍               |
| 13       | 葵康苑             | 大窩口道             |
| 14       | 葵興站巴士總站     | 葵興站公共運輸交匯處 |

## 客量
本線是葵盛東邨及葵盛西邨接駁港鐵的巴士路線，由於受到專線小巴的競爭，加上專線小巴以車海戰術搶客，因此非繁忙時間客量只是一般。目前本線的主要客源是葵盛區長者（因為長者有半價優惠），但由於葵盛區學校林立，上下課時間仍有不少學生乘搭，因此客量也不至於太差，另外在上下班繁忙時間小巴供不應求，因此本線在繁忙時間能吸納大部分原乘搭專線小巴的乘客，在繁忙時間客量仍尚算不俗，不過由於本線路程短，大部分乘客都不願意到上層就坐，經常出現假頂閘情況。
近年來，葵盛區往返葵芳和葵興港鐵站的專線小巴不斷加價(現時車費為$5.5)和出現減班情況，加上九巴設有定點班次和巴士到站時間預報系統方便乘客，令客量得以提升。

## 外部連結
- 九巴37M線－九龍巴士 （页面存档备份，存于）
- 九巴37M線詳細時間表 （页面存档备份，存于）
- 九巴37M線－i-busnet.com （页面存档备份，存于）
- 九巴37M線－681巴士總站 （页面存档备份，存于）
- 香港巴士大典上的相关条目：九巴37M線